# Нгуен Тхи Бинь

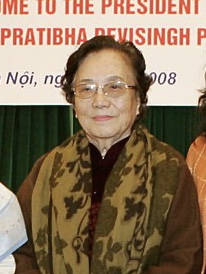
Нгуен Тхи Бинь в 2008 году

Нгуе́н Тхи Бинь (вьет. Nguyễn Thị Định; род. 26 мая 1927, Французская Кохинхина, Французский Индокитай) — вьетнамская революционерка, дипломат. Она занимала должность главы делегации Национального фронта освобождения Южного Вьетнама, была одним из представителей сторон, подписавших Парижское мирное соглашение в 1973 году, и была единственной женщиной, подписавшей Соглашение. Она также занимала должность вице-президента Вьетнама с 1992 по 2002 год.

## Биография
Нгуен Тхи Бинь приходится внучкой лидеру национально-освободительного движения Фану Тяу Чиню. Она изучала французский язык в Лицее Сисовата в Камбодже и работала учителем во времена Французского Индокитая. С 1945 по 1951 год она принимала участие в различных интеллектуальных движениях против французских колонизаторов. В 1948 году она вступила в Коммунистическую партию Вьетнама. В 1951—1953 годах была отправлена колониальными властями в тюрьму Чи Хоа (Сайгон).
Во время Вьетнамской войны она стала членом Центрального комитета Вьетконга и заместителем председателя Ассоциации освобождения женщин Южного Вьетнама. В 1969 году она была назначена министром иностранных дел Временного революционного правительства Республики Южный Вьетнам. Свободно говорящая по-французски Бинь сыграла важную роль в переговорах и заключении Парижского мирного соглашения 27 января 1973 года. Первоначально ожидалось, что после предварительных переговоров её заменят на кого-то из мужчин в делегации, но «Мадам Бинь», как её называли в международной прессе, быстро вошла в число самых заметных её представителей.
После окончания войны она была назначена министром образования Социалистической Республики Вьетнам (с 1982 по 1986 год), став первой женщиной-министром во вьетнамской истории. Нгуен Тхи Бинь была членом Центрального комитета Коммунистической партии Вьетнама с 1987 по 1992 год. Она также стала заместителем председателя Центральной комиссии партии по иностранным делам и председателем комитета по иностранным делам Национального собрания Вьетнама, которое избирало её на должность заместителя председателя Государственного совета (на срок 1987—1992 годов), а после переименования поста — вице-президента Социалистической Республики Вьетнам (на сроки 1992—1997 и 1997—2002 годов).
После ухода из политики Бинь выступила с рядом статей, включая нашумевший материал в государственной газете «Нян зан» (Nhân Dân), в котором она выразила обеспокоенность, что текущая кадровая политика позволила попасть в партийный аппарат некоторым «некомпетентным и оппортунистическим» элементам. Она также раскритиковала стремление партии увеличить количество членов за счет «качества». С марта 2009 по 2014 год она была членом комитета поддержки Трибунала Рассела по Палестине.
Нгуен Тхи Бинь была удостоена многих престижных наград и наград, в том числе Ордена Хо Ши Мина и Ордена Сопротивления (первой степени). В 2021 году тогдашний президент Вьетнама Нгуен Суан Фук наградил её Памятной медалью за 75-летие членства в партии.